# 沙斯米
沙斯米（法語：Chassemy，法語發音：[ʃasmi]）是法国上法蘭西大區埃纳省的一个市镇，属于苏瓦松区。

## 地理
沙斯米（49°22'45"N, 3°30'25"E）面积10.85 平方千米，位于法国上法蘭西大區埃纳省，该省份为法国北部内陆省份，北起北部省，西接索姆省和瓦兹省，东临阿登省和马恩省，西南至塞纳-马恩省，东北部与比利时接壤。
与沙斯米接壤的市镇（或旧市镇、城区）包括：布赖讷、布勒内勒、埃纳河畔塞勒、锡里-萨尔索涅、埃纳河畔孔代、普雷勒和博沃、埃纳河畔韦利、瓦塞尼。
沙斯米的时区为UTC+01:00、UTC+02:00（夏令时）。

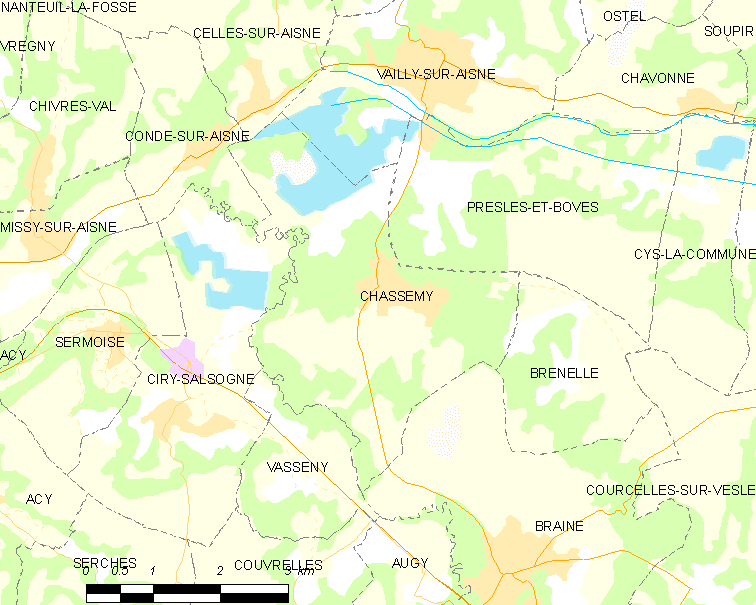
沙斯米的OSM定位图

## 行政
沙斯米的邮政编码为02370，INSEE市镇编码为02167。

## 政治
沙斯米所属的省级选区为塔德努瓦地区费尔县。

## 人口

1962-2008年间沙斯米人口变化图示

沙斯米于2022年1月1日时的人口数量为898人。